# Вишенки (Вачский район)
Ви́шенки — деревня в Вачском районе Нижегородской области. Входит в состав Новосельского сельсовета.
В прошлом — деревня Яковцевской волости Муромского уезда Владимирской губернии.
Находится на расстоянии около 4 км на запад от села Яковцево.
На расстоянии 700 м от деревни на западо-северо-запад находится памятник археологии «Селище „Вишенки“». Также недалеко от Вишенок, в урочище Житная гора, другой памятник археологии — курган.

## Вишенки в исторических документах
- В окладных книгах Рязанской епархии за 1676 год в составе прихода села Яковцево упоминается деревня Вишенки, в которой 11 дворов крестьянских.
- В «Историко-статистическом описании церквей и приходов Владимирской Епархии» за 1897 год сказано, что Вишенки относятся к Жайскому приходу.

## Население
| 1859 | 1905 | 1926 | 1999 | 2002 | 2010 |
| ---- | ---- | ---- | ---- | ---- | ---- |
| 167  | ↗196 | ↗252 | ↘10  | ↘9   | ↘7   |